# نیوالیومب
نیوالیومَـب (انگلیسی: Nivolumab) با نام تجاری آپدیوو، دارویی است که در درمان برخی انواع سرطان کاربرد دارد. این سرطان‌ها شامل ملانوما، سرطان ریه، کارسینوم کلیه، لنفوم هاجکین، سرطان‌های سر و گردن، سرطان روده بزرگ و سرطان کبد می‌شود. این دارو را با «تزریق وریدی آهسته» تجویز می‌کنند.

## عوارض
عوارض شایع این دارو، احساس خستگی، راش‌های پوستی، مشکلات کبدی، دردهای ماهیچه‌ای و سرفه است. عوارض شدید آن ممکن است شامل مشکلات مرتبط با دستگاه ایمنی در ریه‌ها، روده، کبد، کلیه، پوست یا دستگاه درون‌ریز گردد. استفاده از این دارو در دوران بارداری و شیردهی توصیه نمی‌شود.
نیوالیومب یک پادتن مونوکلونال IgG4 است که PD-1 را مهار می‌کند. این دارو نوعی ایمنی‌درمانی و مهارکننده وارسی ایمنی است و پیام‌های سلولی مهارکنندهٔ فعالیت لنفوسیت‌های تی را که جلوی حمله به سلول‌های سرطانی را می‌گیرد، مسدود می‌کند.

## تاریخچه
نیوالیومَـب در سال ۲۰۱۴ میلادی در ایالات متحده آمریکا تأیید شد و یکی از داروهای ضروری سازمان جهانی بهداشت است که دربرگیرندهٔ بی‌خطرترین و مؤثرترین داروهای مورد نیاز در نظام سلامت است. در بریتانیا هزینهٔ درمان با این دارو برای سرویس سلامت همگانی حدود ۵۲۶۶ پوند در ماه است (در سال ۲۰۱۸). در ایالات متحده آمریکا هزینهٔ ماهیانهٔ آن ۱۳٬۵۵۶ دلار آمریکاست و در چین ۷۰۰۰ دلار آمریکا هزینه دارد. این دارو با استفاده از سلول‌های تخمدان همستر کوتوله چینی ساخته می‌شود.

## موارد استفاده
نیوالیومب به‌عنوان خط اول درمان در ملانوما متاستازدادهٔ غیرقابل جراحی در ترکیب با داروی ایپیلیموماب به‌کار می‌رود، مشروط بر آنکه سلول‌های سرطانی دچار جهش BRAF نباشند. این دارو به‌عنوان خط دوم درمان در ملانوما متاستازدادهٔ غیرقابل جراحی، پس از انجام ایمنی‌درمانی با ایپیلیموماب در صورتی که جهش BRAF موجود باشد نیز کاربرد دارد. نیوالیومب در درمان «سرطان ریه پیش‌رونده از نوع غیرسنگفرشی» با داروهای شیمی‌درمانی حاوی پلاتین یا به‌دنبال آنها، و همچنین درمان «سرطان ریه از نوع سلول کوچک» استفاده می‌شود. این دارو به‌عنوان خط دوم درمان در کارسینوم کلیه پس از شکست درمان با بازدارنده‌های رگ‌زایی هم کاربرد دارد.
نیوالیومب برای درمان سرطان‌های سلول ترانزیشنال اولیه یا متاستاز دادهٔ دستگاه ادراری که شایع‌ترین نوع سرطان مثانه است، استفاده می‌شود. در این حالت، می‌توان دارو را به موارد پیشرفتهٔ موضعی یا متاستاز داده‌ای که به شیمی‌درمانی رایج با داروهای حاوی پلاتین پاسخ نداده‌اند؛ یا آنکه ظرف ۱۲ ماه از درمان‌های ادجوآن و نئو-ادجوآن با داروهای حاوی پلاتین، مجدداً عود کرده‌اند، تجویز کرد.
نیوالیومب و سایر مهارکننده‌های PD-1 در مورد مبتلایانی که متاستازهای مغزی دارند، یا آنها که گرفتار بیماری‌های خودایمنی هستند، هم مؤثرند.

## عوارض جانبی
مطابق برچسب دارویی نیوالیومب، احتمال التهاب وابسته به ایمنی شدید در ریه‌ها (پولمونیت)، کبد (هپاتیت)، کلیه‌ها (نفریت)، التهاب روده بزرگ، کم‌کاری تیروئید و پرکاری تیروئید افزایش می‌یابد. کم‌کاری تیروئید در ۸/۵٪ افراد و پرکاری تیروئید در ۳/۷٪ آنان رخ می‌دهد. «دیابت خودایمنی» که شبیه به دیابت نوع ۱ است در حدود ۲٪ از مصرف‌کنندگان نیوالیومب به‌وجود می‌آید.
در کارآزمایی‌های بالینی برای ملانوما، عوارض زیر در بیش از ۱۰٪ از افراد، و بیشتر از شیمی‌درمانیِ تنها، رخ داد: راش پوستی، خارش، سرفه، عفونت دستگاه فوقانی تنفسی، ورم محیطی. سایر عوارض مهم که احتمال‌شان کمتر از ۱۰٪ است عبارتند از: اختلالات هدایت الکتریکی بطن قلب، التهاب چشم‌ها (یوئیت)، عوارض مربوط به تزریق، گیجی، نوروپاتی محیطی و حسی، کنده‌شدن پوست، اریتم مولتی‌فرم، پیسی و پسوریازیس.
در کارآزمایی‌های بالینی برای سرطان ریه عوارض زیر در بیش از ۱۰٪ از افراد، و بیشتر از شیمی‌درمانیِ تنها، رخ داد: خستگی، ضعف، ورم، تب، درد سینه، درد گسترده در بدن، تنگی نفس، سرفه، دردهای ماهیچه و مفاصل، کاهش اشتها، دردهای شکمی، تهوع و استفراغ، یبوست، کاهش وزن، راش پوستی و خارش پوست.
سطح طبیعی الکترولیت‌ها و سلول‌های خونی نیز دچار تغییر و اختلال می‌گردد.

### بارداری و شیردهی
مصرف نیوالیومَـب در دوران بارداری احتمالاً موجب آسیب به جنین می‌شود؛ اما مشخص نیست که این دارو در شیر مادر ترشح می‌شود یا خیر.